# Eriodictyon
Eriodictyon es un género de plantas con flores perteneciente a la familia  Boraginaceae.

## Taxonomía
El género fue descrito por   George Bentham y publicado en The Botany of the Voyage of H.M.S. Sulphur 35–36. 1844. La especie tipo es: Eriodictyon crassifolium
Etimología
Eriodictyon: nombre genérico que deriva  del griego erion = "lana", y diktyon = "red", en referencia a la apariencia de la cara inferior de las hojas.

## Especies
- Eriodictyon altissimum
- Eriodictyon angustifolium
- Eriodictyon californicum — California Yerba Santa.
- Eriodictyon capitatum
- Eriodictyon crassifolium
- Eriodictyon tomentosum
- Eriodictyon traskiae
- Eriodictyon trichocalyx